# Содражиця
Содражиця (словен. Sodražica) — поселення в общині Содражиця, регіон Південно-Східна Словенія, Словенія.